# Bijan (designer)
Bijan Pakzad, professionellt bara kallad Bijan, född 4 april 1940 i Teheran i Iran, död 16 april 2011 i Los Angeles i Kalifornien, var en iransk-amerikansk formgivare som främst skapade manskläder och parfymer. Hans varumärke Bijan producerade exklusiva modeartiklar och butikerna på Rodeo Drive i Beverly Hills kan enbart besökas "enligt överenskommelse".

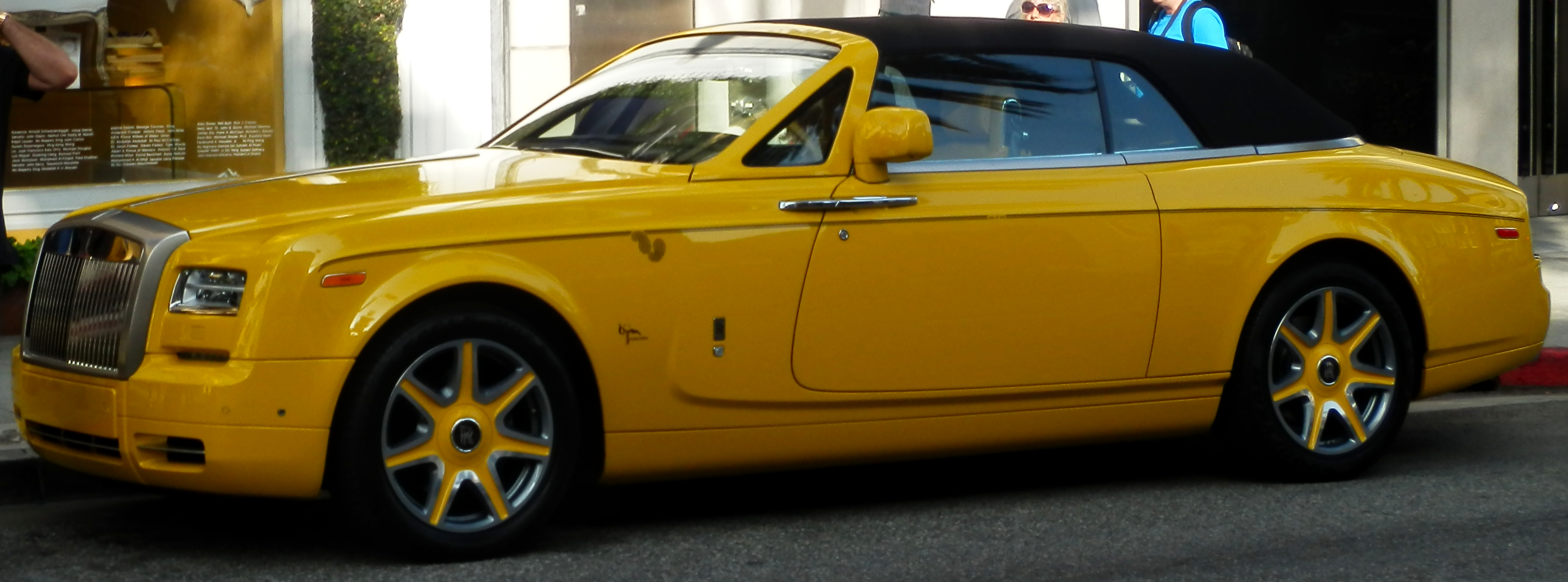
Rolls-Royce Phantom Drophead Coupé, med detaljer av Bijan.